# Maryna Masalśka
Maryna Iwaniwna Masalśka, ukr. Марина Іванівна Масальська (ur. 17 maja 1985) – ukraińska piłkarka, grająca na pozycji pomocnika lub obrońcy, reprezentantka Ukrainy, w której zadebiutowała 7 marca 2005 w meczu przeciwko Rosji. Uczestniczka Mistrzostw Europy w Piłce Nożnej Kobiet 2009.